# Rolls-Royce Phantom V
O Rolls-Royce Phantom V foi uma limusine de quatro portas produzida pela Rolls-Royce Limited de 1959 a 1968. Baseado no Silver Cloud II, ele compartilha um motor V8 e uma caixa de câmbio automática Rolls-Royce Hydramatic (fabricada sob licença da General Motors pela Rolls-Royce) com esse modelo. A Rolls-Royce construiu o chassi e a transmissão dos carros, com carrocerias feitas principalmente de acordo com projetos padrão pelas encarroçadoras Park Ward, Mulliner Park Ward e James Young, antigos fornecedores absorvidos pela Rolls-Royce. Outras encarroçadoras, incluindo Hooper, Henri Chapron e Woodall Nicholson, construíram uma ou duas carrocerias cada sobre o chassi do Phantom V.
O motor é um V8 de 6.230 cc de 90 graus com dois carburadores SU, acoplado a uma transmissão automática de 4 velocidades. O carro possui freios a tambor robustos e uma distância entre eixos de 3.683 mm. Direção hidráulica era padrão.
Uma relação de transmissão final baixa permitia uma velocidade de caminhada adequada para cerimônias. A partir de 1963, o motor 7% mais potente do Silver Cloud III e os novos para-lamas dianteiros (incorporando os faróis quádruplos deste último) foram instalados.

## Modelos da Park Ward, Mulliner e James Young
Do total de 518 construídos entre 1959 e 1968, a encarroçadora Park Ward, de propriedade da Rolls-Royce, produziu 133 carrocerias; James Young construiu 197 carrocerias, e 9 Phantom V foram carroceados pela H. J. Mulliner & Co., antes de sua aquisição pela Rolls-Royce em 1959, que os fundiu com a Park Ward em 1961, formando a Mulliner Park Ward. A Mulliner Park Ward, empresa combinada, construiu 174 carrocerias.

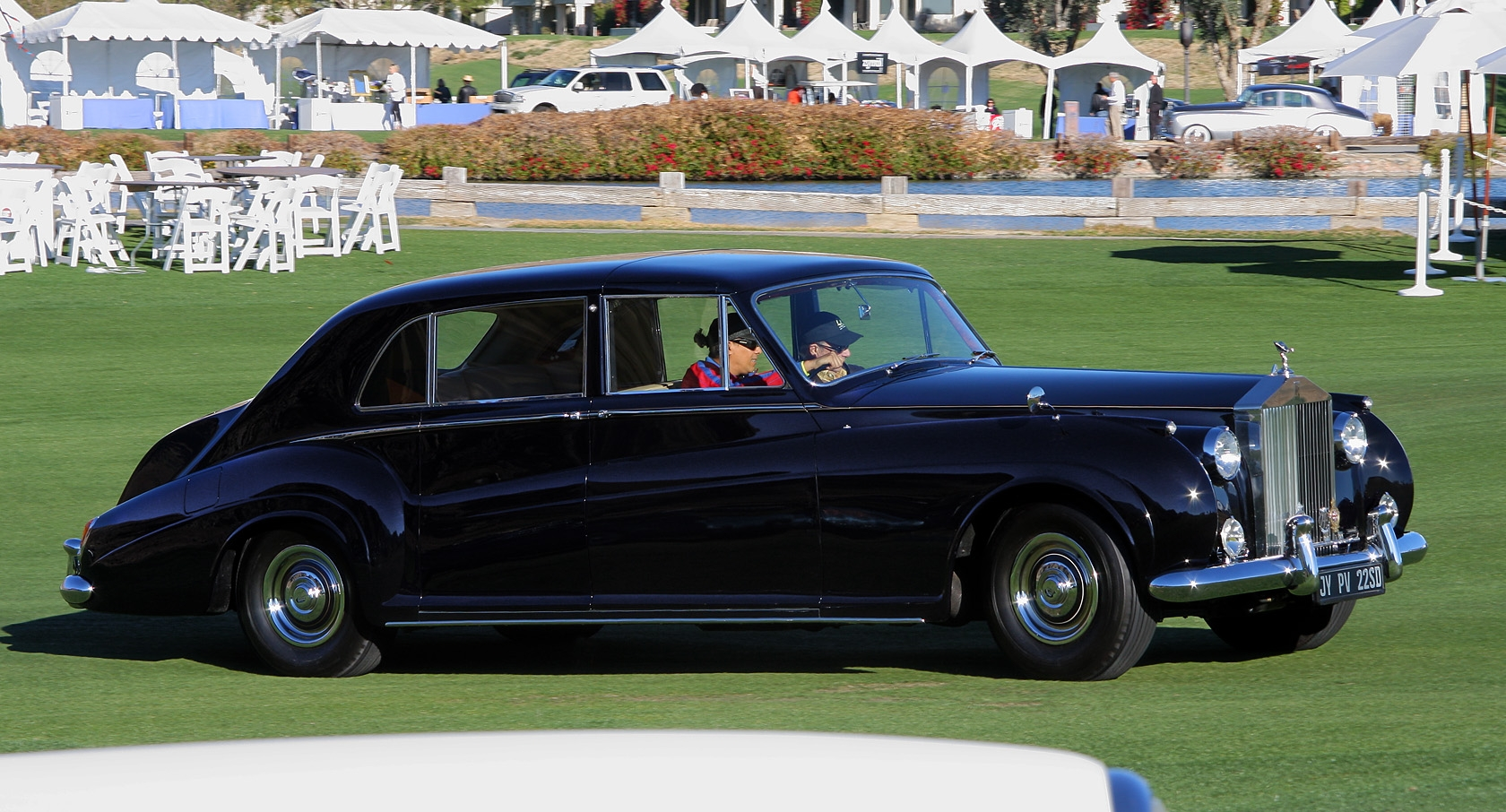
Sedanca de Ville pela James Young, design number PV22SD
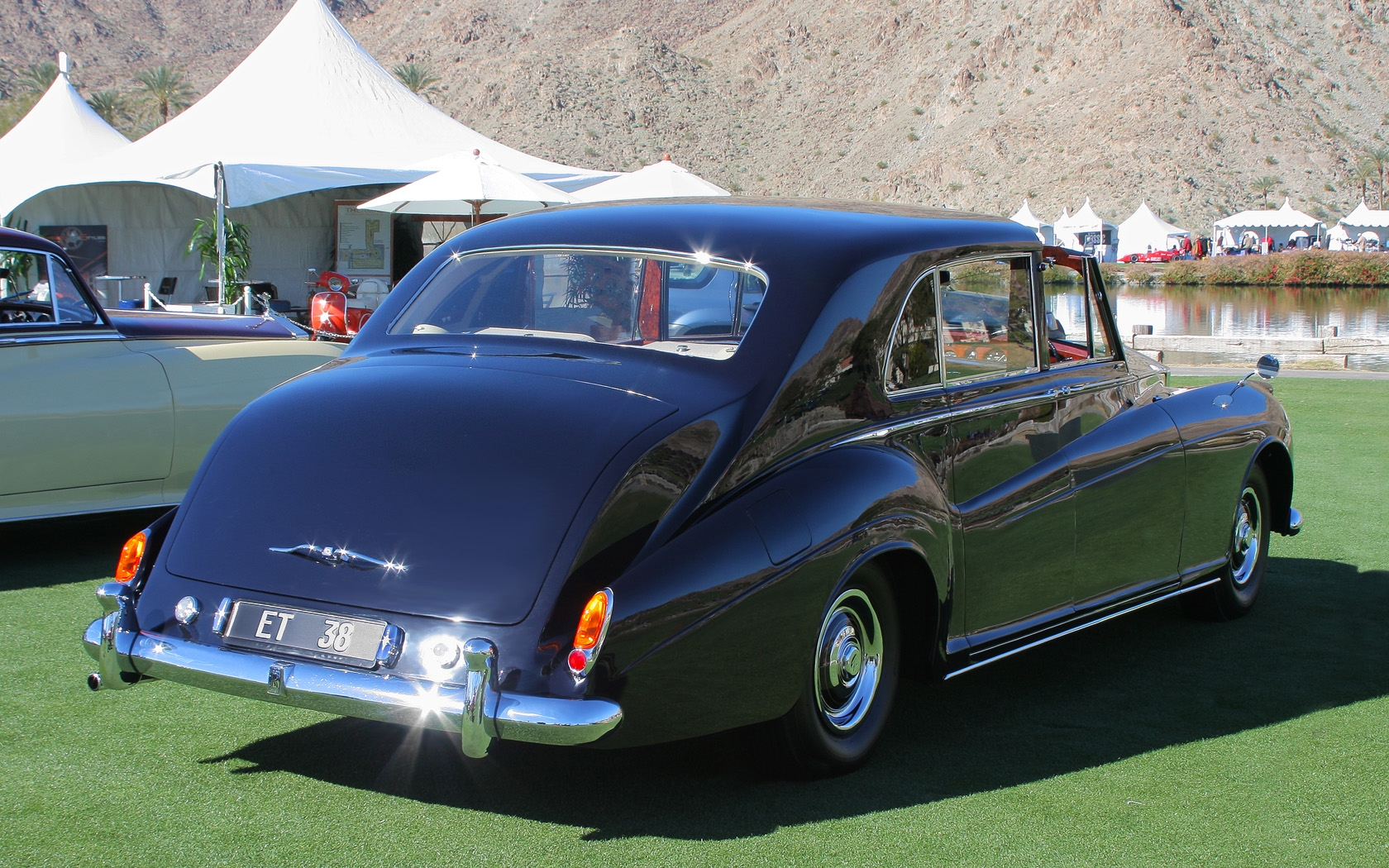
James Young
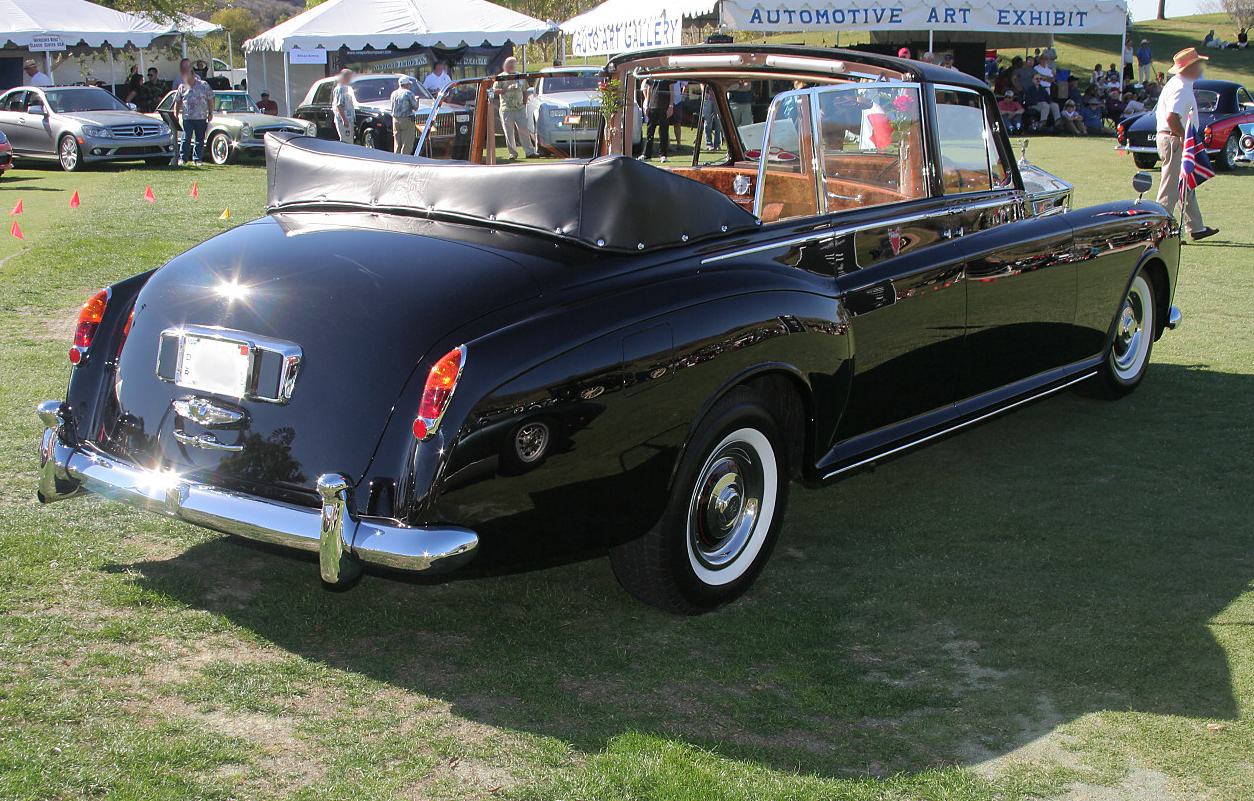
Landaulet 1967 pela Mulliner Park Ward, número do projeto 2052
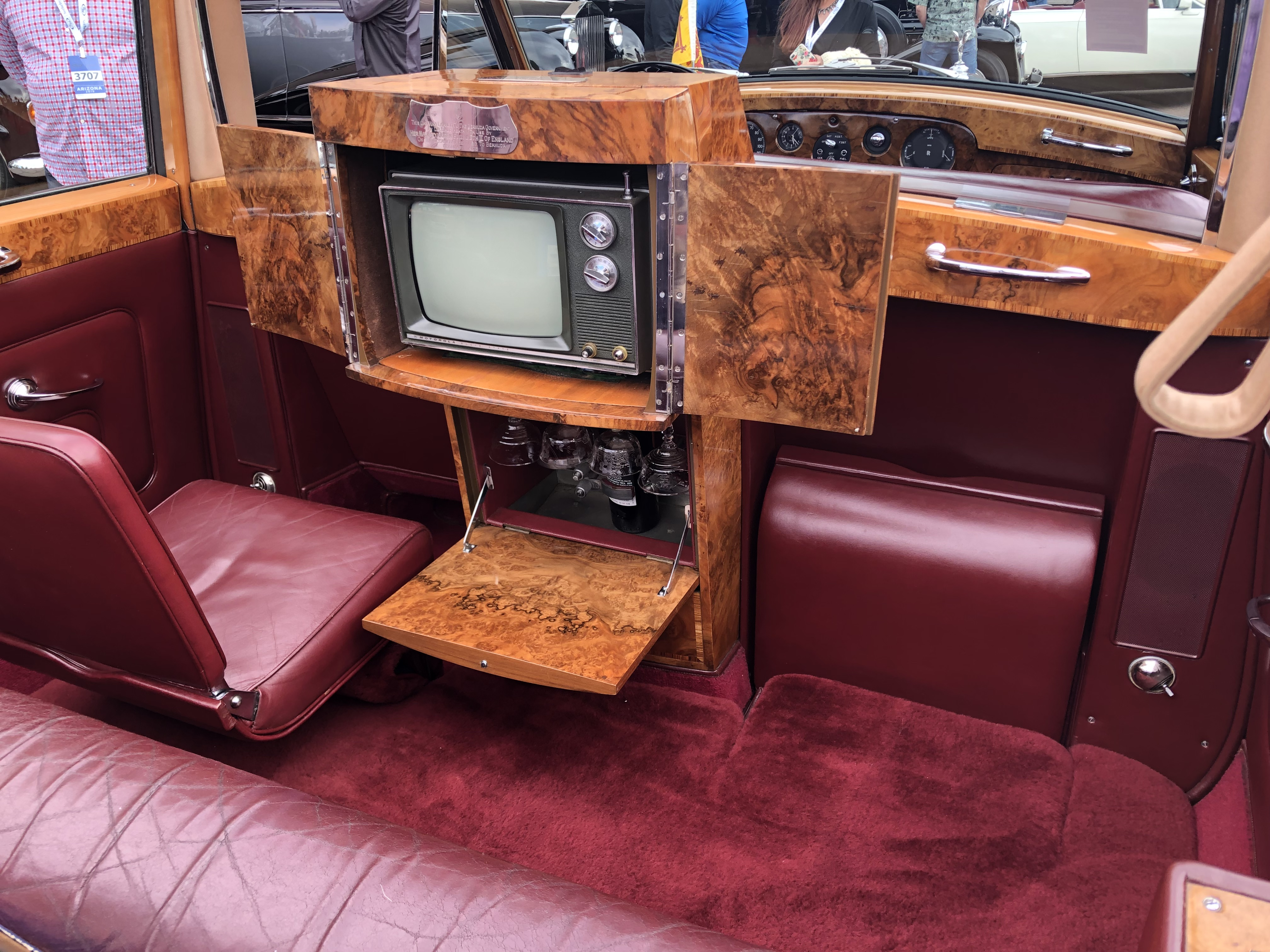
Interior do Landaulet 1967

## Proprietários famosos

### John Lennon

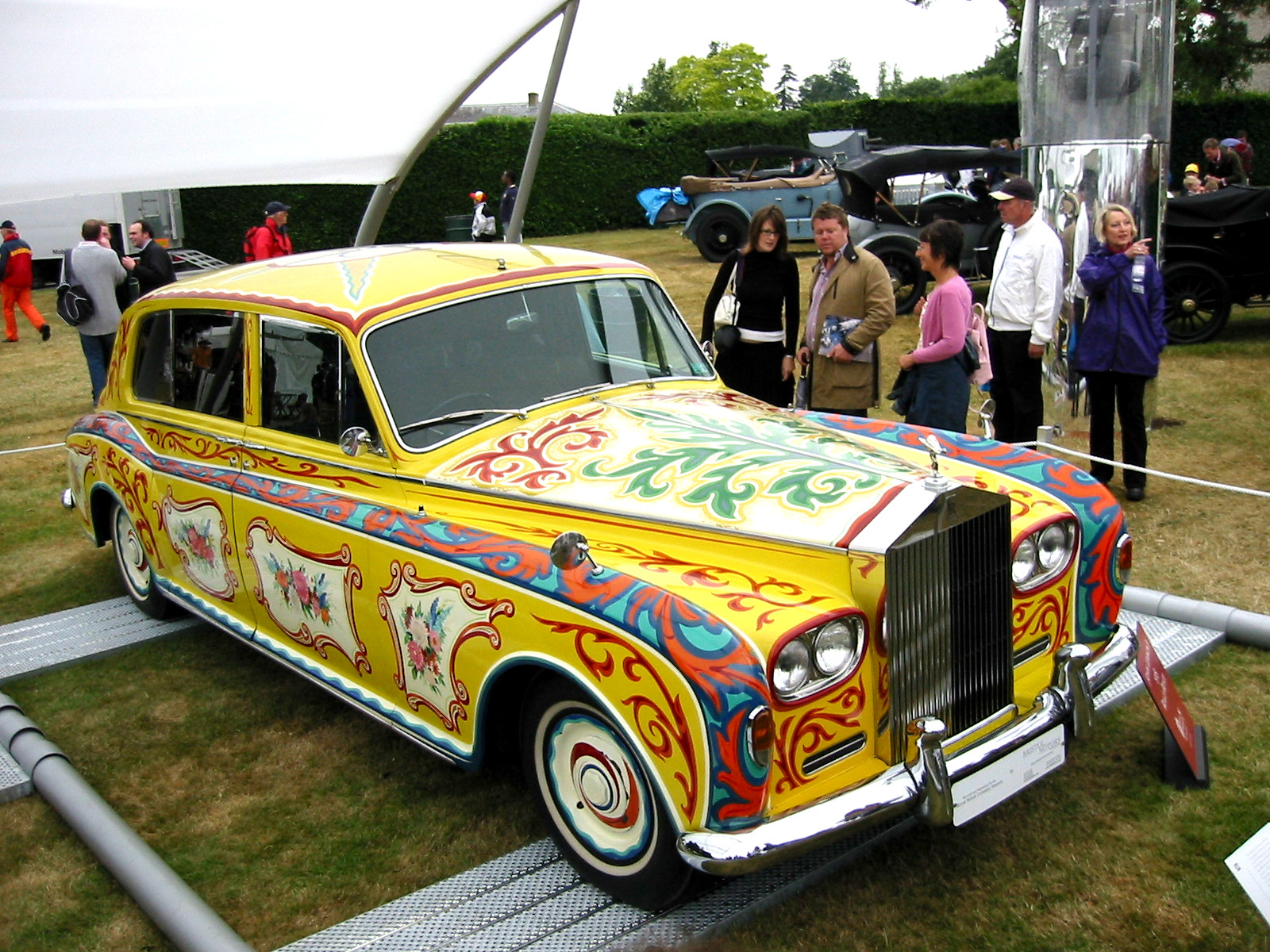
Phantom V de John Lennon

O Beatle John Lennon comprou um Phantom V Mulliner Park Ward 1964, com acabamento em Valentines Black. Tudo era preto, exceto o radiador, até as rodas. Lennon pediu que o radiador também fosse preto, mas a Rolls-Royce recusou.
Originalmente, o carro foi personalizado pela Park Ward com estofamento em couro preto, armário de coquetel com acabamento em madeira nobre, escrivaninha, luminárias de leitura, um conjunto de malas de couro preto para ele e para ela, com sete peças, e uma televisão portátil Perdio. Um sistema de refrigeração foi instalado no porta-malas, e foi um dos primeiros carros na Inglaterra a ter vidros escurecidos. Ele provavelmente pagou £ 11.000 (quase £ 210.000 na inflação geral atual). Lennon não sabia dirigir e só tirou a carteira de motorista em 1965, aos 24 anos. Às vezes, contratava um guarda galês de 1,93 m chamado Les Anthony como motorista.
Em dezembro de 1965, Lennon fez uma lista de sete páginas de mudanças que custaram mais de £ 1.900: o banco traseiro podia se transformar em uma cama de casal, um toca-discos flutuante Philips Auto-Mignon AG2101 que impedia que a agulha saltasse, um rádio telefone e um deck de fita cassete foram adicionados, enquanto alto-falantes foram montados nos para-lamas dianteiros para que os ocupantes pudessem falar do lado de fora via microfone.
O carro precisou ser repintado depois que Lennon o usou na Espanha dos anos 1960, durante as filmagens de Como Eu Ganhei a Guerra, de Richard Lester. Lennon encomendou à encarroçadora J.P. Fallon Ltd. um estilo de carroceria cigana (não "psicodélica", como frequentemente se refere). O artista Steve Weaver produziu espirais vermelhas, laranja, verdes e azuis, painéis laterais florais e uma Libra no teto.
Lennon estava com um clima dos anos 60 e queria se destacar no cenário inglês. Ele adorava contar a história de uma senhora idosa que bateu no carro com seu guarda-chuva.
Para combinar com seu período posterior do Álbum Branco, Lennon também comprou outro Phantom V, todo branco, em 1968.
Em 1977, o Rolls-Royce psicodélico de John Lennon foi doado por ele ao Museu Cooper-Hewitt, na Smithsonian Institution, para cobrir uma conta de US$ 250.000 do Internal Revenue Service.
O Museu Cooper-Hewitt leiloou o carro em 1985 na Sotheby's por US$ 2.299.000 para o empresário canadense Jim Pattison, que o doou à Província da Colúmbia Britânica. Ele esteve em exposição durante a Expo 86, em Vancouver, e desde 1993 está no Museu Real da Colúmbia Britânica, no Canadá.

### Rainha Elizabeth II

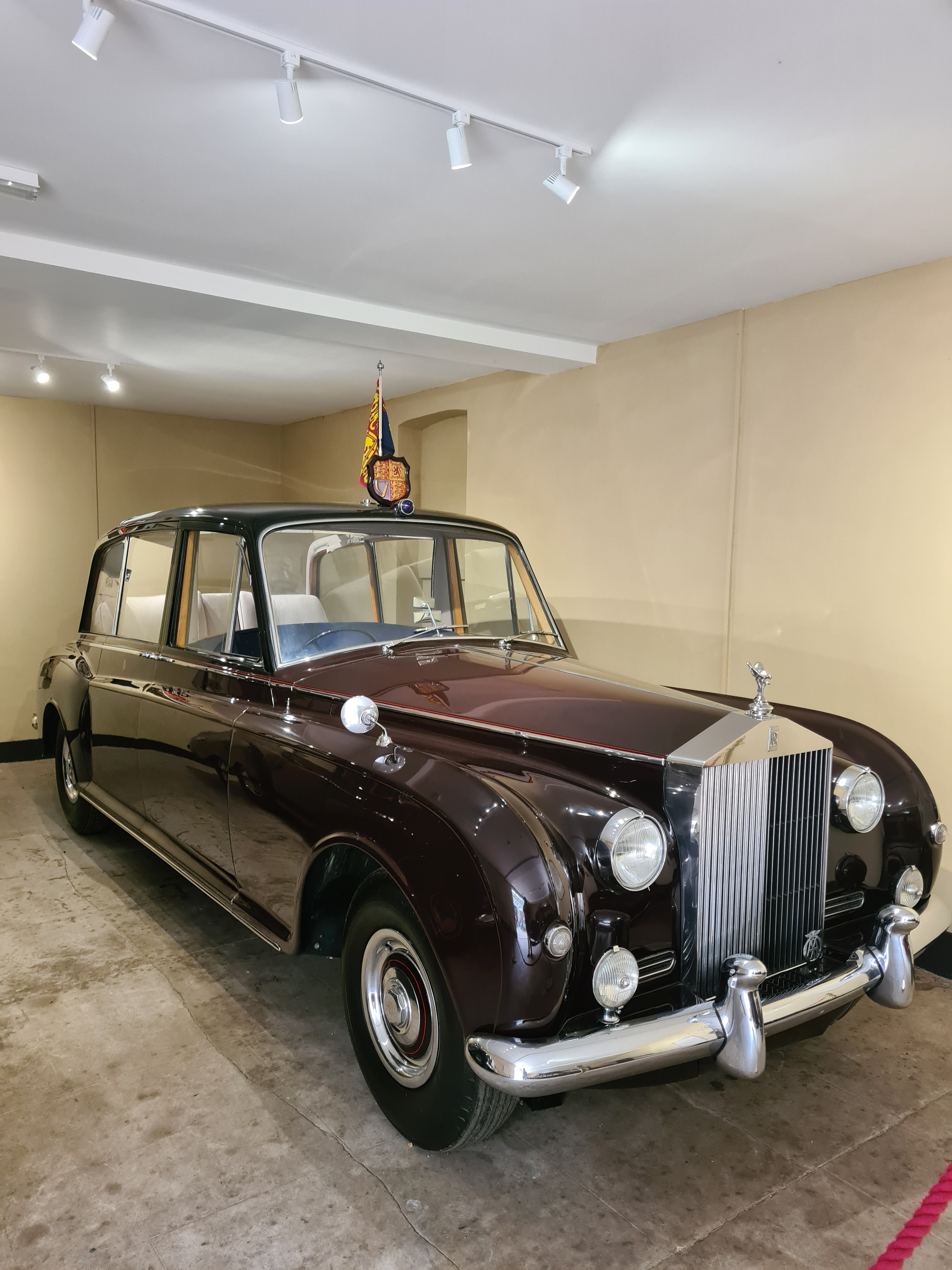
Rolls-Royce Phantom V State Limousine de 1961 no Museu de Sandringham.

Dois carros construídos em 1960 e 1961 juntaram-se à frota real britânica de dois Rolls-Royce Phantom IV anteriores. Retirados do serviço ativo em 2002, ambos estão agora em exposição pública: um no museu real do automóvel em Sandringham e o outro na garagem especial a bordo do HMY Britannia em Leith, Edimburgo. A Rainha Elizabeth, a Rainha Mãe, adquiriu um Rolls-Royce Phantom V Landaulet (placa NLT 1) em 1962, que agora é usado por Charles III.

### Outros

#### Celebridades e magnatas

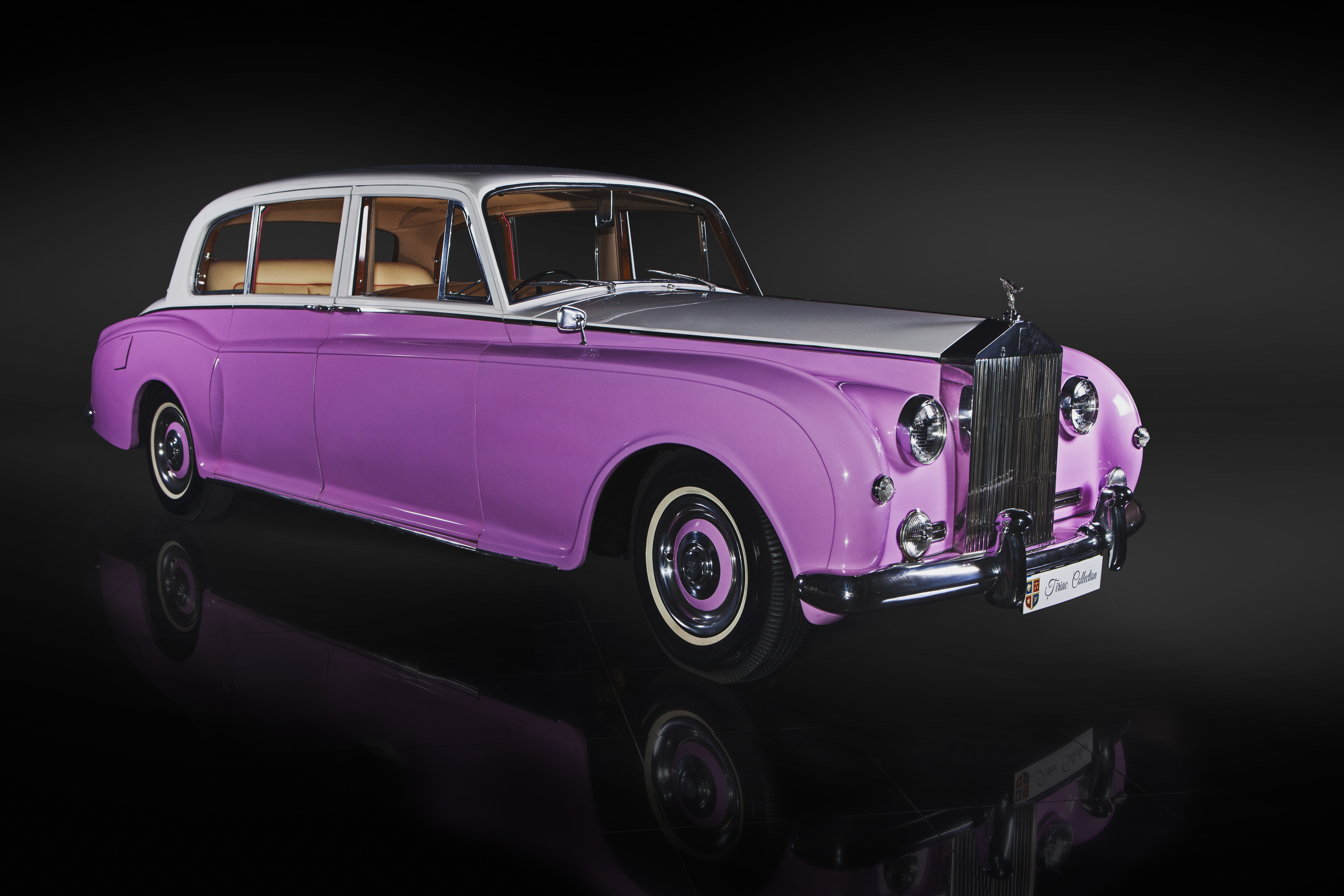
Phantom V 1960 de Elton John

Elton John tinha um rosa Park Ward 1960.
Liberace tinha um 1961 que se tornou parte de seu show no Las Vegas Hilton. Ele também apareceu no filme Minha Vida com Liberace.
Elvis Presley tinha um James Young 1963. Ele vinha com alguns opcionais, mas tinha telefone, pneus Firestone com faixa branca, vidros elétricos e ar-condicionado. O apoio de braço central traseiro tinha um bloco de notas, espelho e escova para roupas. Um recurso incomum era um microfone para o cantor. Originalmente, era pintado de azul noturno, mas Elvis teve que repintá-lo de um prata claro, pois as galinhas de sua mãe não paravam de bicar a tinta.

#### Políticos e realeza
O governador de Hong Kong, Chris Patten, utilizou um Phantom V em ocasiões cerimoniais. Ele foi entregue a Tung Chee-Hwa, chefe do Executivo do território, imediatamente após a transferência para a China, em 1º de julho de 1997.

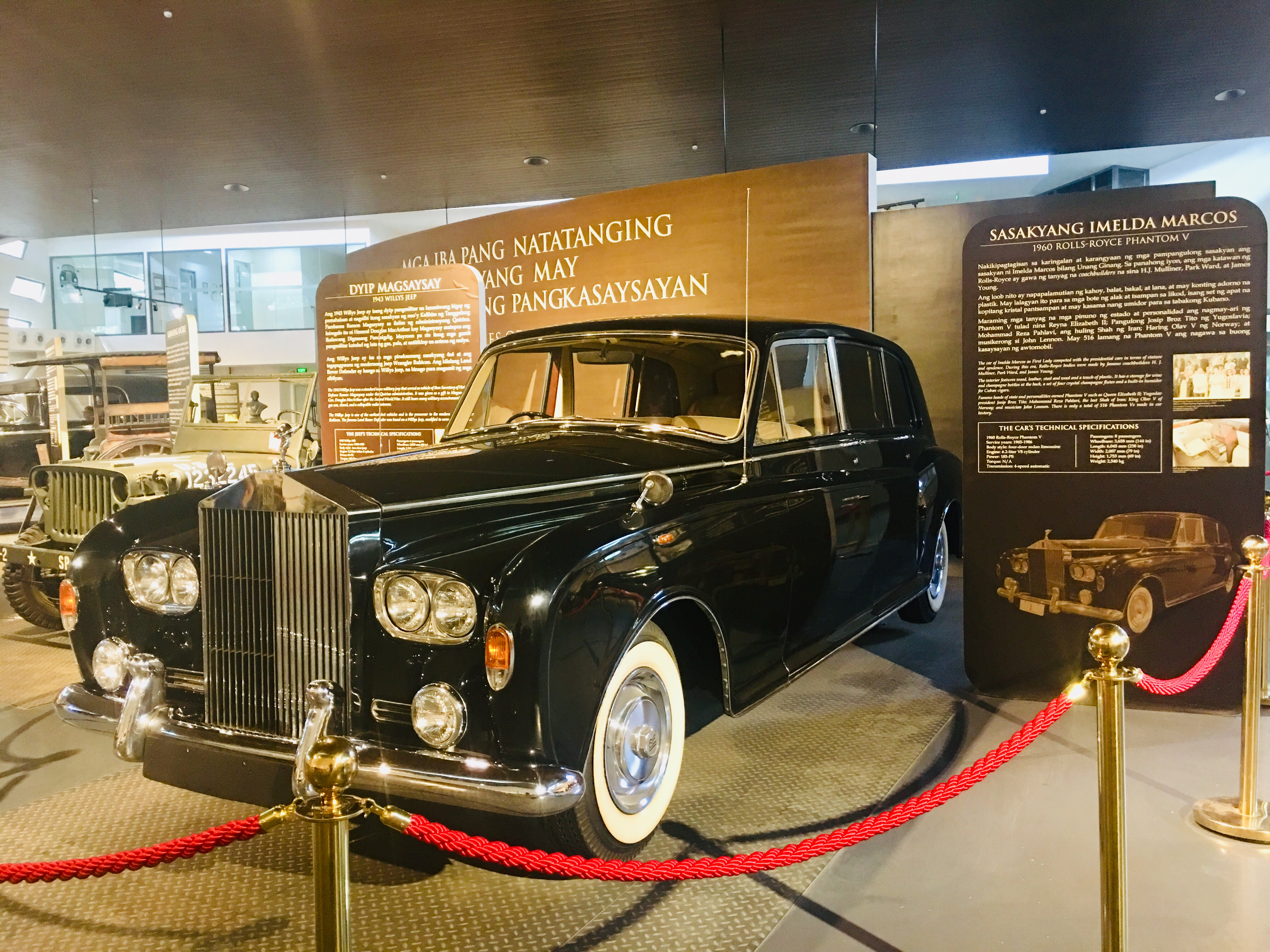
Phantom V 1960 de Imelda Marcos

As Filipinas têm um Phantom V de 1960 que pertenceu à ex-primeira-dama Imelda Marcos, esposa do presidente Ferdinand Marcos. O carro está atualmente em exposição no Museu do Carro Presidencial das Filipinas.
Mohammad Reza Pahlavi, o Xá do Irã, possuía um Phantom V. Desde seu exílio, o carro foi mantido em sua residência real em Teerã e ocasionalmente é exibido ao público entre outros carros luxuosos de propriedade do Xá, incluindo um Rolls-Royce Phantom IV exclusivo e um Phantom VI.
O presidente iugoslavo Josip Broz Tito tinha um Rolls-Royce Phantom V 1960 na coleção presidencial para fins representativos. O carro está agora em exposição no Museu da Iugoslávia, em Belgrado.

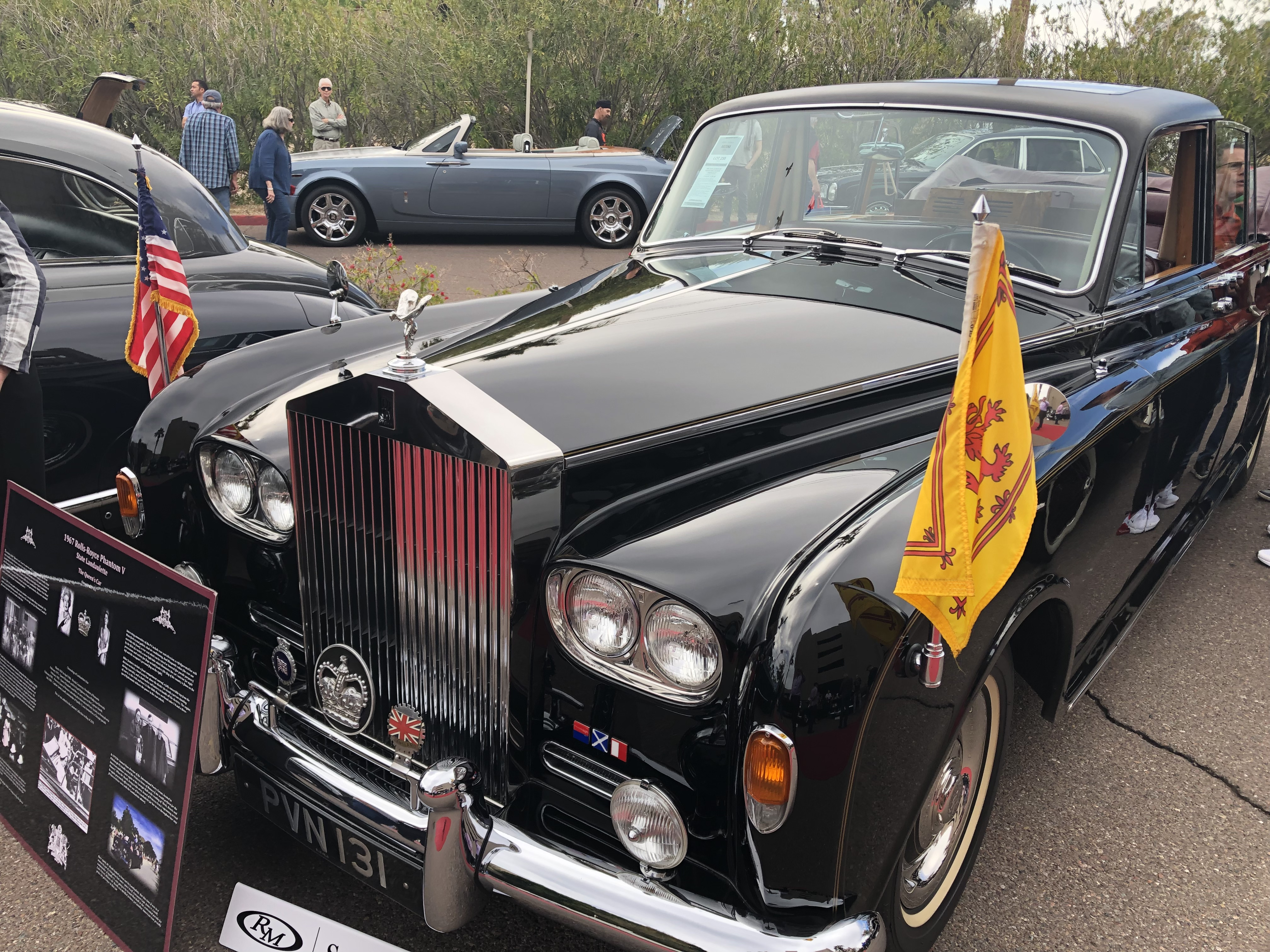
Landaulet 1967 de Nicolae Ceaușescu

O ditador romeno Nicolae Ceaușescu comprou um landaulet 1967, mas o devolveu à Rolls-Royce após a desaprovação do Politburo. Foi usado pela Rainha Elizabeth II em duas visitas de Estado.